# Plassac (Charente-Maritime)
Plassac ist eine französische Gemeinde mit 666 Einwohnern (Stand: 1. Januar 2022) im Département Charente-Maritime in der Region Nouvelle-Aquitaine; sie gehört zum Arrondissement Jonzac und zum Kanton Pons. Die Einwohner werden Plassacais genannt.

## Geographie
Plassac liegt etwa 31 Kilometer südsüdöstlich von Saintes. Umgeben wird Plassac von den Nachbargemeinden Saint-Genis-de-Saintonge im Norden, Saint-Sigismond-de-Clermont im Osten, Consac im Süden, Saint-Ciers-du-Taillon im Südwesten und Westen sowie Bois im Westen und Nordwesten.
Die Ortschaft liegt an der Via Turonensis, einer Variante des Jakobswegs.

## Bevölkerungsentwicklung
| Jahr                       | 1962 | 1968 | 1975 | 1982 | 1990 | 1999 | 2006 | 2019 |
| -------------------------- | ---- | ---- | ---- | ---- | ---- | ---- | ---- | ---- |
| Einwohner                  | 435  | 384  | 368  | 339  | 387  | 388  | 547  | 626  |
| Quellen: Cassini und INSEE |      |      |      |      |      |      |      |      |

## Geschichte
Bereits im Neolithikum gab es eine Ansiedlung in Plassac, die sich zur gallorömischen Ortschaft Villa Placiacum oder Villa Placii, der Villa des Placius, entwickelte. Seit Beginn des Mittelalters wurde dort eine einfache Burg errichtet. Die ersten nachweislichen Besitzer von Plassac gehörten der Familie Aunay-Mortagne an, die zu Beginn des 13. Jahrhunderts Allianzen mit der Familie de Pons einging. Die dortige Burggrafschaft (Châtellenie) blieb im Mittelalter eine der Nebenburgen der Herren von Pons. Anschließend wechselten Ortschaft und Château im Laufe der Jahrhunderte durch Nachfolge und Verkäufe mehrmals den Besitzer. Das Château wurde zweimal umgebaut, so dass schließlich das heutige spätbarocke Schlossgebäude aus dem 18. Jahrhundert entstand. Szenen aus Édouard Molinaros Film "Beaumarchais – Der Unverschämte" wurden 1995 im Château Plassac gedreht, ebenso wie das Château als Originalschauplatz einer im September 2020 ausgestrahlten Folge der französischen TV-Serie Secrets d'Histoire diente.

### Die ersten Herren von Plassac
In einem Dokument aus dem Jahr 1200 werden Geoffroy Martel de Matha und dessen Schwiegersohn Pons Geofroy III de Pons und Enkel Renaud IV., Sire de Pons, aber auch ein Guillaume Aichard de Clermont, Seigneur de Mirambeau, als Coseigneurs (Teil-Eigentümer) genannt.

### Familie Aunay-Mortagne
Die ersten Besitzer von Plassac, von denen Spuren hinterblieben, gehörten der Familie Aunay-Mortagne an, abstammend von den Vizegrafen von Aulnay-de-Saintonge und von Benoît I. de Mortagne, der Jeanne d'Aulnay heiratete. Der erste Adlige, der einen mit Plassac verbundenen Titel trug, ist ein Pons II de Mortagne, Vicomte d'Aunay, Seigneur de Mortagne-sur-Gironde, de Fontaines et de Plassac, der 1325 seinem Bruder Geoffroy (1285–1325) nachfolgte. Pons II de Mortagne wurde 1317 zum Seneschall von Saintonge und dann zum Lieutenant des Königs im Poitou ernannt.
Geoffroy de Mortagne, Sohn von Pons II de Mortagne und Jeanne de Rochechouart, heiratete Jeanne d'Amboise. Als Witwe heiratete diese in zweiter Ehe Guillaume de la Flotte, Seigneur de Ravel und französischer Kanzler, der 1340 gegen Pons II de Mortagne klagte, welcher den Besitz des "Chastel de Plassac" beanspruchte. Pons II heiratete Claire de Lezay und dann in zweiter Ehe Marguerite, eine der sieben Töchter von Renaud IV de Pons und Jeanne d´Albret.
Plassac ging dann an die Tochter des Pons II, Marguerite de Mortagne, Vicomtesse d'Aunay, Dame de Mortagne, de Chef-Boutonne, de Mirambeau, de Cosnac et de Fontaines, die 1354 Jean de Clermont (1310–1356), Lieutenant du roi en Poitou, heiratete, der in der Schlacht von Poitiers (1356) getötet wurde. Danach gelangte Plassac bis 1369 in den Besitz des englischen Ritters John Chandos, Connétable von Aquitanien für den Schwarzen Prinzen (Sohn des Edouard II). Marguerite d'Aunay heiratete sodann Jean de La Personne, Seigneur von Saujon und Plassac. Der Besitz über Plassac wurde diesem 1370 vom Duc Jean de Berry bestätigt. Die Vizegrafschaft d'Aunay wurde durch Karl VI. konfisziert und dann 1400 an Renaud VI., Sire de Pons (1349–1427), Lieutenant général du roi in Saintonge, als Lohn für dessen Waffendienste übertragen.

### Familie de Pons
Renaud VI. de Pons, Enkel des Guillaume de La Flotte, hatte 1366 bis 1370 für die Engländer, dann ab 1371 für die französische Seite gekämpft und war an der Eroberung des Poitou, von Saintes, Cognac, Marennes, Saint-Maixent, Royan und Montguyon beteiligt, wofür er vom König die Herrschaft über Plassac bekam. Die Herrschaft Plassac wurde zwischen seiner Tochter Marie und einer dritten Gattin Catherine de Montberon geteilt, aber bald wieder unter der Familie de Pons vereinigt, wobei durch Verkauf eines Teils der Ländereien die Châtellenie Clion entstand.
Nach 1440 ließ König Karl VII. Garnisonen in Pons und einigen benachbarten Châteaux. Von königlichen Truppen und Bauern gejagt, zog sich Jacques I de Pons, Sohn des Renaud VI, Seigneur de Plassac, zurück, von wo er mit seinen Getreuen seine Revolte gegen Truppen des Königs lenkte und Gémozac, Préguillac und Berneuil einnahm. Infolgedessen wurde Jacques de Pons nach erfolgloser Flucht am 12. Juli 1445 dazu verurteilt, seine Ländereien zu verlieren. Er leistete Abbitte durch eine Geldstrafe vor König Karl VII. in Tours und dann vor dem Parlament in Paris. Dort wurde er gefangen genommen und April 1446 erneut begnadigt.
1473 trat Guy de Pons (1431–1507), Jacques’ dritter Sohn, die Nachfolge an und vereinigte Plassac als Erbe seiner Cousine Anne Gaudin. Guy de Pons musste im November 1496 vor Gericht gegen Robert de La Rochandry, Seigneur de Courpignac, kämpfen, um seinen Alleinanspruch auf das Lehen von Plassac zu behaupten. Der Rechtsstreit betraf Gebiete, die teilweise in Saint-Genis und Plassac lagen, genauer gesagt den Wald von Saint-Antoine und das Lehen von Chassac. Robert de La Rochandry nahm diesen Prozess von seinem Vater, Jean de La Rochandry, erneut auf, mit der Forderung, dass ihm aus der Herrschaft von Saint-Antoine, von der er Ländereien des Baron de Mirambeau besaß, die strittigen Güter und damit verbundenen Erträge zustünden. Wie Zeugenaussagen seit mindestens hundert Jahren bewiesen, bildeten diese jedoch einen Teil der Châtellenie von Plassac.
François I. de Pons (1462–1504), Sohn des Guy, wurde ebenfalls als Seigneur de Plassac tituliert, verstarb jedoch vor seinem Vater. Plassac ging an Jacques II de Pons (1490– 570), Seigneur de Plassac et de Mirambeau, den jüngeren Sohn von François I. de Pons und Marguerite de Coetivy. Im Zuge von Guys Nachfolge wurde das Land Plassac um 1510 zerstückelt und verlor den Ort Guitinières, das Anne de Pons, Frau von Odet d'Aydie, vererbte. Zu dieser Zeit dehnten sich die Besitztümer des Seigneur von Plassac auf die Gironde aus. Tatsächlich erhielt Jacques II. de Pons am 3. Oktober 1519 das Lehen über la Gorce bei Saint-Fort-sur-Gironde. Jacques II. ließ 1533 ein neues Château erbauen. 1527 verkaufte seine Schwester Lucrèce de Pons, verheiratet mit Charles d´Espinay de Montcontour, ihre Rechte an der Seigneurie Plassac für 8840 Livres an den Seigneur de Clion, Robert de La Rochandry.
Jacques II. bewirkte durch sein Abstammungsrecht eine Aufhebung des Verkaufs und stellte damit die Seigneurie wieder her. Im folgenden Jahr huldigte Jacques de Pons dem König, und dieser errichtete für ihn allein und seinen Familienzweig Pons-Mirambeau die Baronie Plassac. Ab 1555 widmete sich Jacques der Einrichtung eines Hafens in der Nähe von Hiers, den er Jacopolis taufte. Heute heißt dieser Ort Brouage. Jacques II. de Pons verstarb 1563 in Plassac, er hatte mindestens zwölf Kinder aus drei Ehen.
Jean de Pons (1535–1589), jüngerer Sohn von Jacques II. de Pons und seiner dritten Gattin Catherine de Gontaut, war Seigneur von Plassac und Lorignac, sein älterer Halbbruder François de Pons war Baron von Mirambeau. Ab 1568 trat Jean der Partei der Hugenotten bei und kämpfte an der Seite von Agrippa d’Aubigné. Er wurde 1574 Gouverneur der Stadt Pons und vertrieb seinen Cousin Antoine de Pons. Er wurde vom König Heinrich IV. als Kommandeur von Saintonge und Angoumois in Zeiten seiner Abwesenheit ernannt. 1580 wurde er zum Gouverneur von Pons ernannt. Jean hinterließ nur Töchter: Anne, Gattin von Abel de Pierre-Buffière, Jeanne, Gattin von Jean de Châteauneuf de Lostanges (der zuvor, wohl in zweiter Ehe, die vorgenannte Schwester Anne geehelicht hatte), und Marie, Gattin von Henri de Bonneval. Durch einen Teilungsvertrag vom 25. November 1602 zwischen den beiden letzteren gelangte das Château de Plassac in den Besitz der Jeanne de Pons.

### Herzöge von Epernon

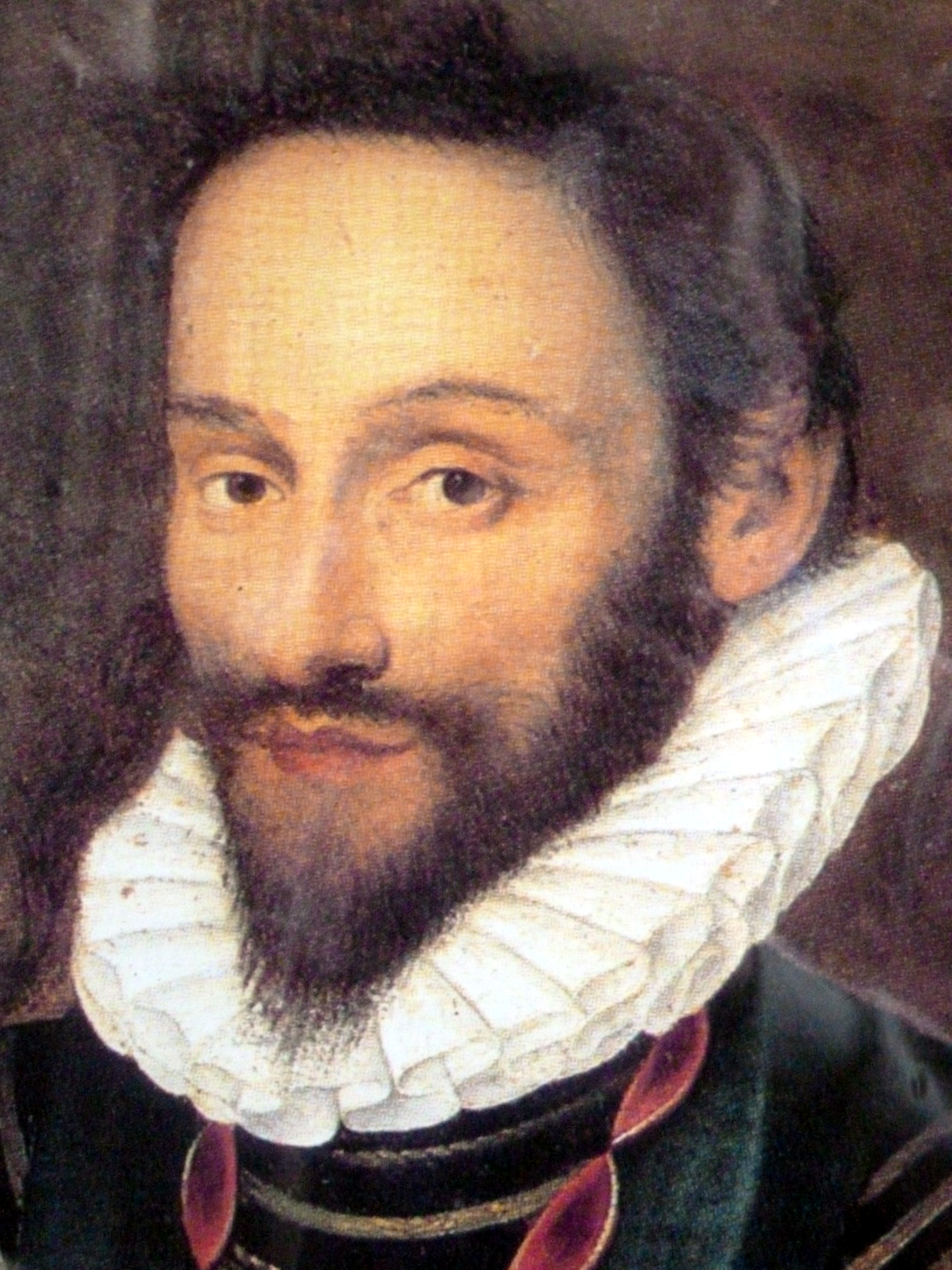
Jean-Louis Nogaret de La Valette, duc d'Epernon

Mit Vertrag vom 30. September 1604, wohl nach dem Tod ihres Gatten in einem Duell, verkaufte Jeanne de Pons Plassac an Jean Louis de Nogaret de La Valette, duc d'Épernon (1554–1642). Mit dem Château Plassac waren die Seigneurien Saint-Genis, Lorignac, Saint-Simon und Chautignac und die Pächte der Mühlen Tandes und Izaac verbunden. In den folgenden Jahren erweiterte Épernon das Anwesen: Am 31. Januar 1631 kaufte er das Lehen Malvillars von einem Seigneur de la Barde et de la Salle, und am 25. Mai 1632 erwarb er Guitinières. Exkommuniziert im November 1633 vom Erzbischof von Bordeaux, Henri d’Escoubleau de Sourdis, und verhört von Kardinal Richelieu, weil er dessen Hut einen Stockschlag während einer Prozession versetzt habe, musste der Herzog von Épernon nach Plassac in den Arrest gehen und sein Château Cadillac aufgeben. Die Legende besagt, dass der Erzbischof von Bordeaux ihn unter den Türmen des Schlosses Plassac verhöhnte, worauf der Herzog von Épernon ihm mit einem Musketenschuss von der Schlossmauer aus antwortete. Im August 1633 erhob das Parlament von Bordeaux jedoch die Baronie Plassac en Saintonge zur Grafschaft.
Schulden zwangen den zweiten Herzog von Épernon, Bernard de Nogaret de La Valette d’Épernon, Plassac am 20. November 1657 für 320.000 Livre an Jean-François Le Bigot, Marquis de Saint-Quentin, zu verkaufen.

### Familie de Saint-Quentin
Jean-François Le Bigot war ehemaliger Hauptmann der Garde des Herzogs von Épernon und kaufte die Grafschaft Plassac, was nicht ohne Probleme bleiben sollte. Er wurde zu Unrecht verpflichtet, den Jesuiten des Collège de Saintes den Zehnten für bestimmte Gebiete im Kirchspiel Saint-Genis zu zahlen. Darüber hinaus trafen die Erben von Herzog Bernard d'Épernon zwischen 1669 und 1672 neue Vereinbarungen mit ihm. 1674 zwangen diese den Marquis de Saint-Quentin, einen Teil der Wälder des Parks von Plassac zu verkaufen, um nachträglich 30.000 Livre an die Erben des Nachlasses des Herzogs von Épernon auszahlen zu können.
Jean-François Le Bigot de Saint-Quentin hatte aus seiner ersten Ehe mit Marie de Maurès keine Kinder. Im November 1661 heiratete er Anne de Pontac, die ihm nur eine Tochter schenkte, Paule-Diane, die nie die Namen ihrer drei Ehemänner annahm, sondern sich stets als Comtesse de Plassac titulieren ließ.
Am 28. Juni 1681 heiratete Paule-Diane den Hugues de Fontanges, Graf von Maumont, Lieutenant général des armées du roi, der 1688 im Dienste des Königs in Irland getötet wurde. Sie hatte zwei Kinder aus dieser Ehe, nämlich Anne-Antoine de Fontanges, Marquis de Maumont, dem der König in Anerkennung der Dienste seines Vaters 1689 Einkünfte eines Capitaine eines Regiments der Garde zubilligte, und Jeanne-Françoise de Fontanges de Maumont (die 1709 Charles de Malvin de Montazet, Marquis de Quissac (1666–1731) heiratete und mit ihm 11 Kinder, darunter Antoine de Malvin de Montazet, hatte). Am 6. Mai 1690 heiratete Paule-Diane in zweiter Ehe Claude, Comte de Luc, und hatte zwei Kinder mit ihm, Jacques de Luc, der (21. März 1772) Anne-Marthe de Gondé heiratete, und Paule de Luc, verheiratet mit Marc de Gironde, Seigneur de Pille.
Während ihrer ersten Ehe traf Paule-Diane, reicher als ihre Eltern, mit Urkunde vom 8. September 1688 Vereinbarungen, nach denen aus der Herrschaft Plassac und Saint-Quentin Schulden und Renten der Eltern beglichen werden sollten. Die Saint-Quentin bezogen bis 1692 weiterhin Einkünkfte aus Plassac, bis Paule-Dianes Vater Jean-François Le Bigot de Saint-Quentin 1692 starb. Nach Wiederverheiratung wollte dessen Witwe weiterhin das Einkommen aus Plassac genießen, was zu Streitigkeiten in der Familie führte. Paule-Diane hatte 1698 Plassac in Alleinbesitz, wurde 1711 aber erneut von ihrer Mutter und ihrem ältesten Sohn, Anne-Antoine de Fontanges de Maumont, belangt. Letzterer besetzte in Begleitung einiger Bewaffneter, darunter Marquis Charles de Montazet, sein Schwager, das Schloss Plassac, während die Comtesse de Plassac im Gottesdienst war. Er vertrieb die Dienerschaft, schloss die Zugbrücken und ließ seine Mutter ohne Obdach. Mithilfe einer Verkleidung konnte diese jedoch die Wachen täuschen und in das Schloss gelangen. Dort war sie nun vier Monate lang den Schikanen eines von Maumonts Männern, genannt Villiers, ausgesetzt. Im Jahr 1715 erwirkte der dritte Ehemann der Comtesse de Plassac, Henry de Bordes, eine Transaktion, unter deren Bedingungen Paule-Diane wieder in den Alleinbesitz von Plassac kam.

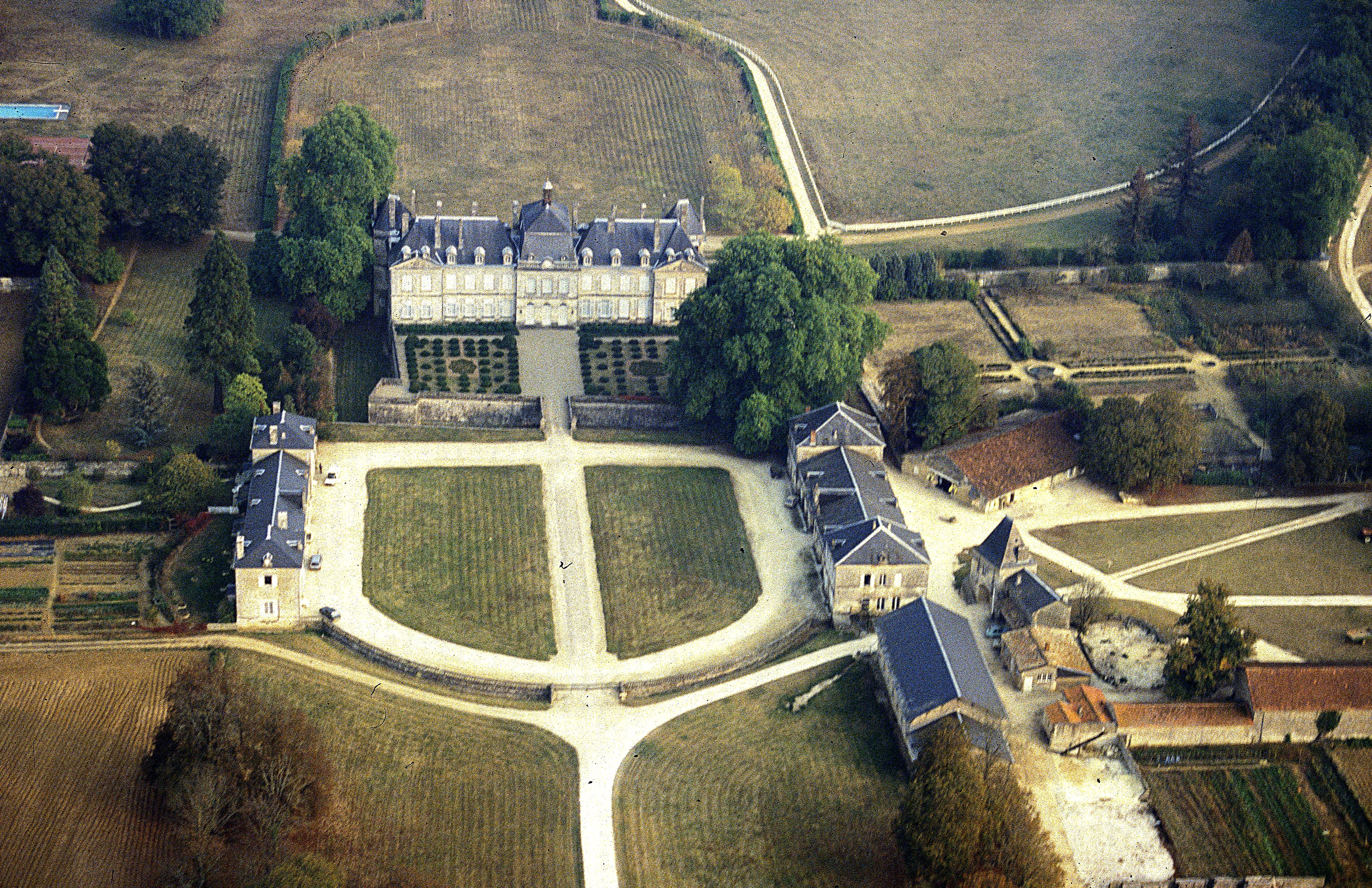
Das Schloss Plassac, erbaut vom Marquis de Montazet

### Familie de Montazet
1721 starb Anne-Antoine de Fontanges in Plassac ohne Erben und Testament. Am 22. Januar 1731 starb seinerseits der Marquis de Montazet. Sein ältester Sohn, Anne-Charles-François (1709–1754), der als Marquis de Montazet nachfolgte, erhielt von seiner Mutter Jeanne-Françoise de Fontanges de Maumont die Vollmacht, eine einvernehmliche Vereinbarung mit seiner Großmutter, der Comtesse de Plassac, seinem Onkel Jacques, comte de Luc, und seiner Tante Paule de Luc zu treffen. Aber Jacques de Luc starb seinerseits, und seine Witwe beanspruchte dann die Rechte ihres minderjährigen Sohnes gegen Jeanne-Françoise de Fontanges de Maumont, Paule de Luc und Paule-Diane Le Bigot de Saint-Quentin. Durch ein am 5. Mai 1739 verfasstes Memorandum verfügte die Comtesse Plassac nun eine lebenslange Erbengemeinschaft ihrer Kinder und Enkelkinder. Nach ihrem Tod trat der Comte de Luc am 14. Dezember 1752 Plassac an den Marquis Anne-Charles-François de Montazet ab. Das Château blieb während dieser Zeit unbewohnt und verlassen.
Charles de Malvin Marquis de Montazet (1739–1825), der zweitälteste Sohn des Anne-Charles-François, ließ 1777 vom Architekten Victor Louis ein neues Château errichten. Als Oberst des Régiment d’Enghien zeichnete er sich während des Unabhängigkeitskrieges in Amerika aus. Während der Revolutionszeit zum Émigré deklariert, wurde Montazets Château am 8. Ventôse im Jahr V verkauft, aber der Verkauf wurde abgebrochen und das Anwesen wurde von seiner zweiten Frau, Rose de Launoy, übernommen. In dieser Zeit wurde das brandneue Schloss aus Angst vor Plünderungen von Truppen des Départements bewacht.

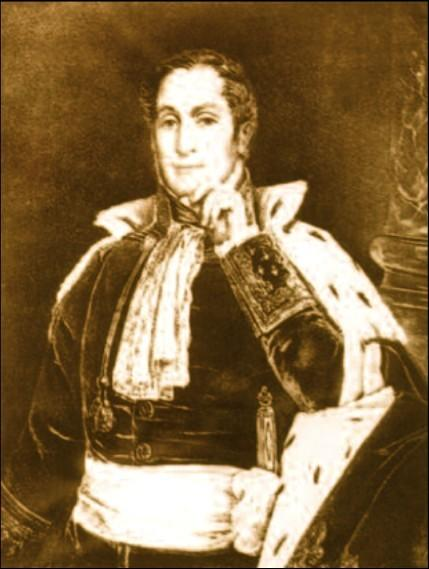
Aymar de Dampierre

### Familie de Dampierre
Der Marquis Élie-Louis-Aymar de Dampierre, Verwandter des Charles Malvin de Montazet, wurde 1827 dessen Universalerbe. Aymar de Dampierre war am Restaurationsversuch der Marie-Caroline, Herzogin von Berry, beteiligt. Am 7. Mai 1832 kam sie in Plassac an, wo sie sich bis zum 16. Mai unter dem entliehenen Namen einer ihrer Verwandten, Madame de La Myre, verbarg und als Regentin von Frankreich Proklamationen zum Aufstand verschickte. Plassac wurde am 27. Juni 1832 von der Gendarmerie von Saint-Genis durchsucht, und die Herzogin später in der Zitadelle von Blaye inhaftiert.
Aymar de Dampierre verstarb am 3. Februar 1845. Sein Sohn Jean-Baptiste-Élie-Adrien-Roger, Marquis de Dampierre (* 1813) begann während der zweiten Republik eine politische Karriere. Nach dem zweiten Empire wurde er am 8. Februar 1871 zum Vertreter des Département Landes in der Nationalversammlung gewählt. Bei den Parlamentswahlen vom 20. Februar 1876 unterlegen, widmete er sich der Landwirtschaft und war ab 1878 Präsident der Société des agriculteurs de France bis zu seinem Tod 1896. Er lebte 51 Jahre in Plassac und verfasste die Werke Monographie du château de Plassac (1888) und La Saintonge et les seigneurs de Plassac: les ducs d'Épernon (1888). Auch die spätere Kaisersgattin Eugénie de Montijo war in Plassac zu Gast und vermachte Dampierre ihr Porträt als Erinnerung an diesen Aufenthalt.
Von Henriette Barthélémy hatte Élie de Dampierre vier Söhne. Im Jahr 1873, zum Zeitpunkt der Heirat seines ältesten Sohnes, Graf Aymar, mit Isabelle de Lamoricière, hatte Élie festgelegt, dass Plassac ihm vorbehalten bleiben solle. Aber Aymar starb vorzeitig und hinterließ einen Sohn, Jacques (* 1874). Plassac sollte von Rechts wegen an Jacques de Dampierre gehen, der jedoch nach dem Tod seines Großvaters Élie am 13. Februar 1896 auch Alleinerbe zweier größerer Güter war, eines im Anjou (Le Chillon), das andere in der Bretagne (Lamoricière). Jacques zog es daher vor, Plassac zugunsten eines seiner Onkel, Graf Éric, unter der Bedingung aufzugeben, dass dieser das Schloss in gutem Zustand erhält und wiederum intakt und gepflegt an einen seiner Erben weitergibt. Das Schloss Plassac ging somit an Éric de Dampierres Sohn Élie (1878–1948) und sodann an dessen Sohn, Comte Christian de Dampierre (1913–1977) über. Im Jahr 1940 machte Erwin Rommel das Schloss zum Sitz seines Generalstabs.

## Sehenswürdigkeiten
- Schloss Plassac, Monument historique
- Kirche Saint-Laurent, Monument historique

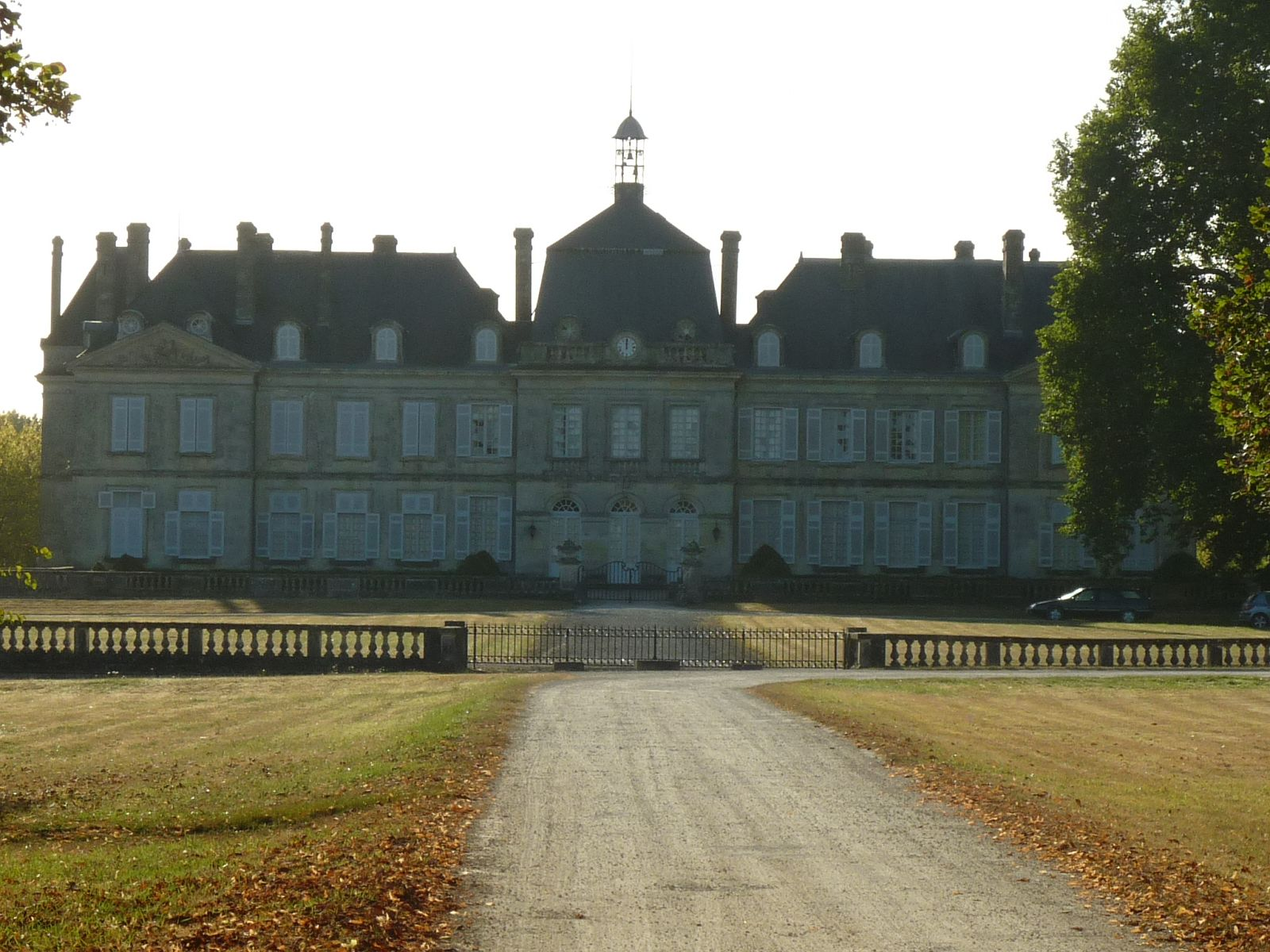
Schloss Plassac
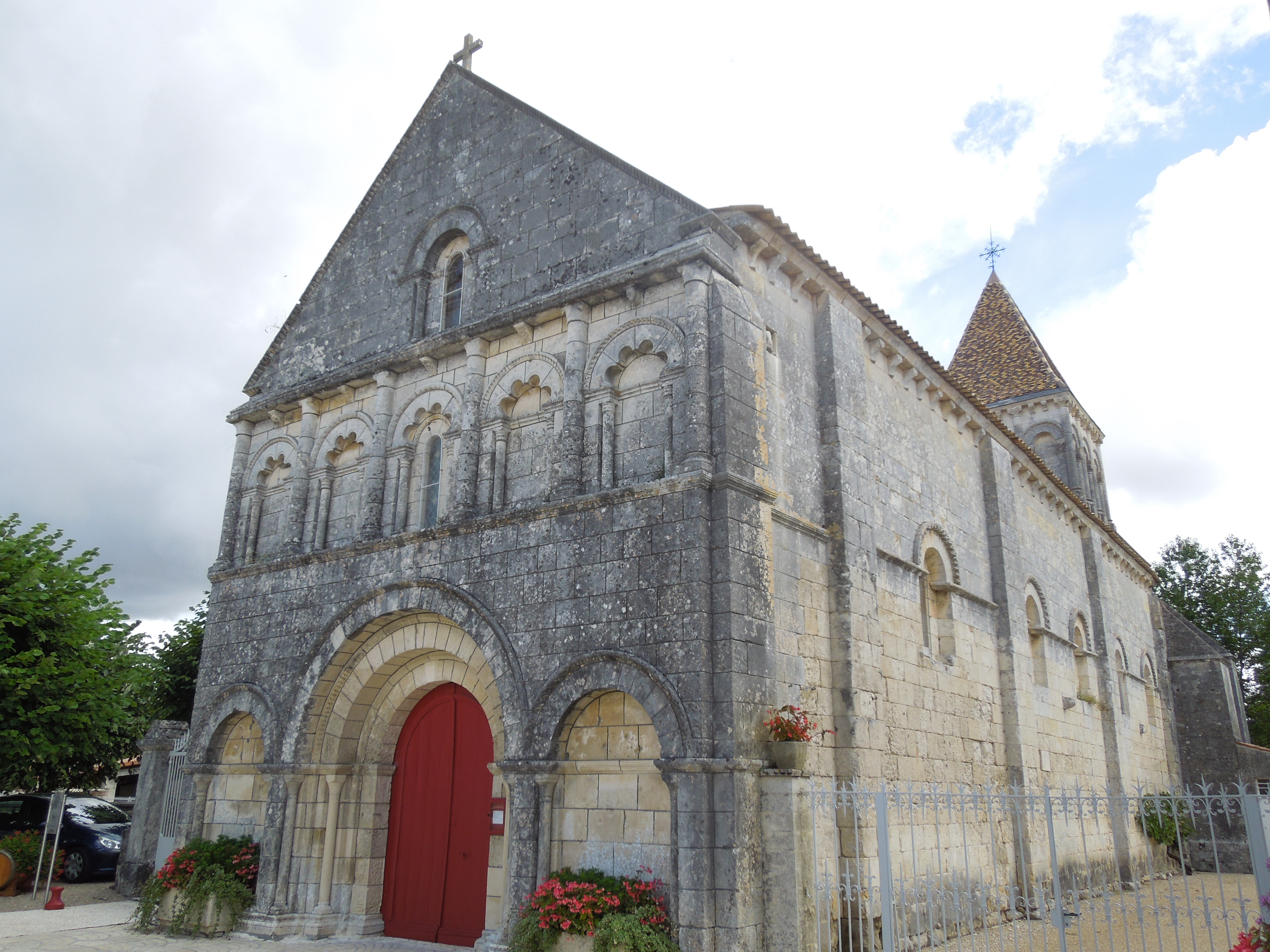
Kirche Saint-Laurent
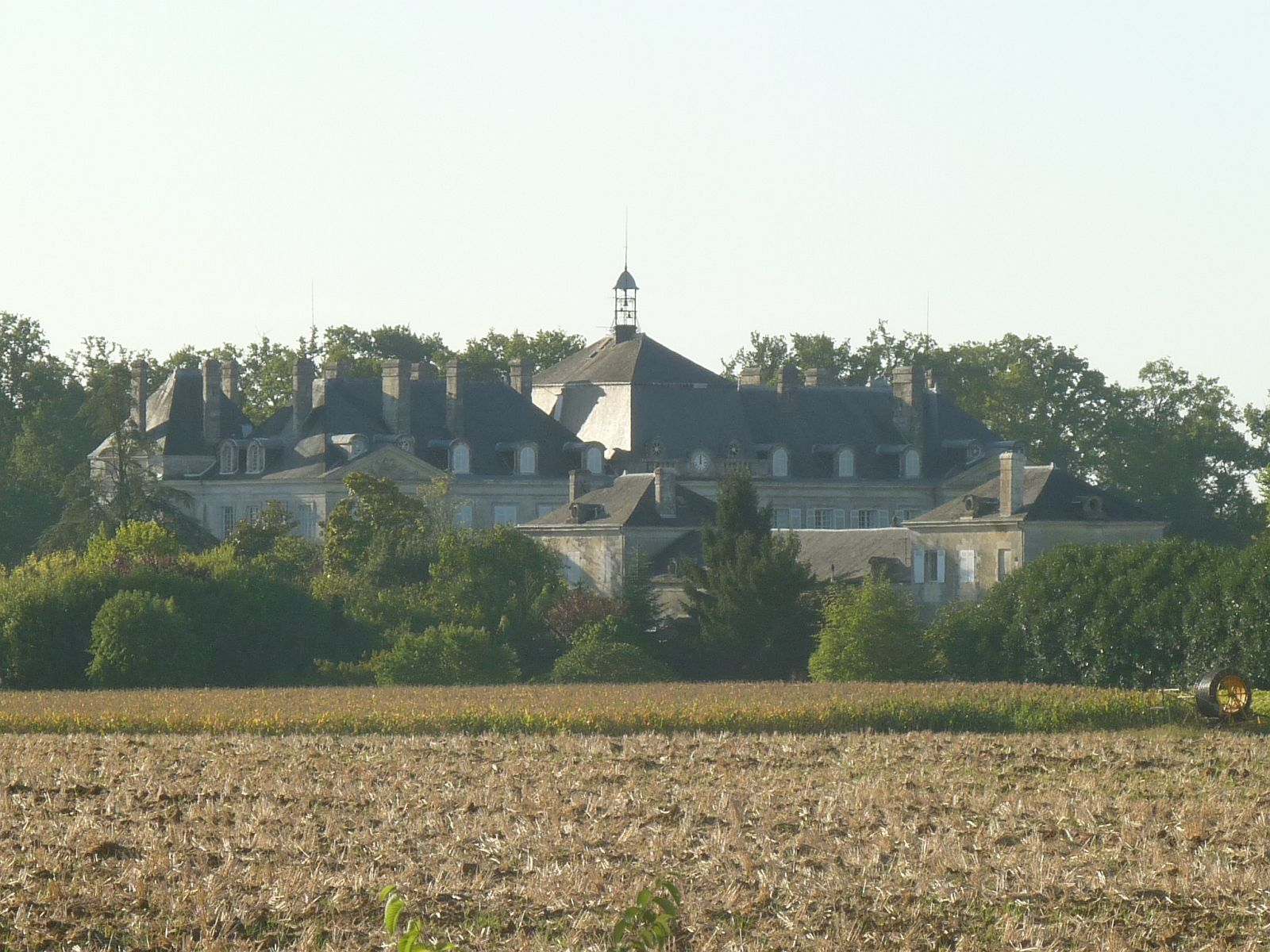
Schloss, Gesamtansicht
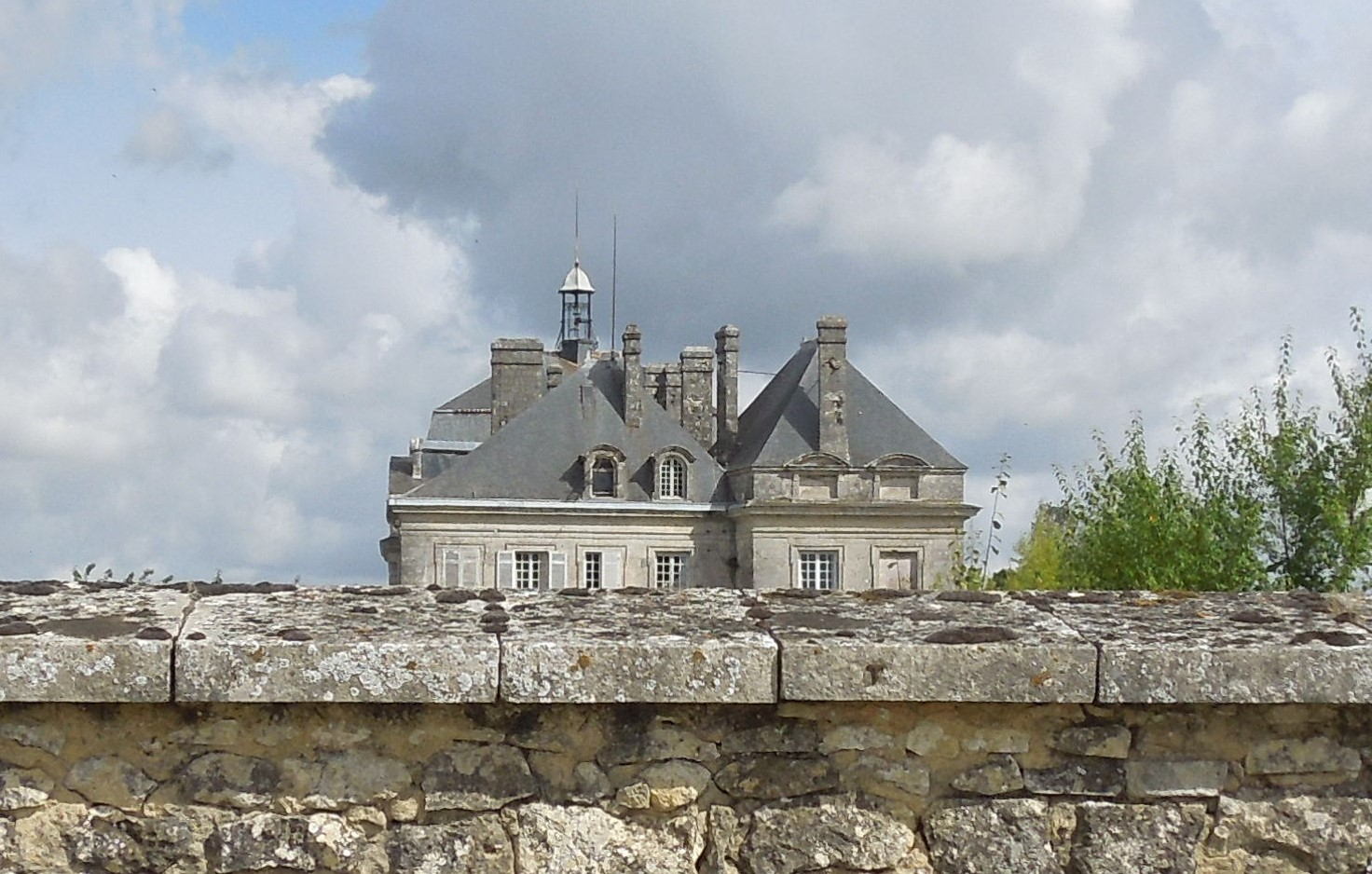
Schloss, Detail
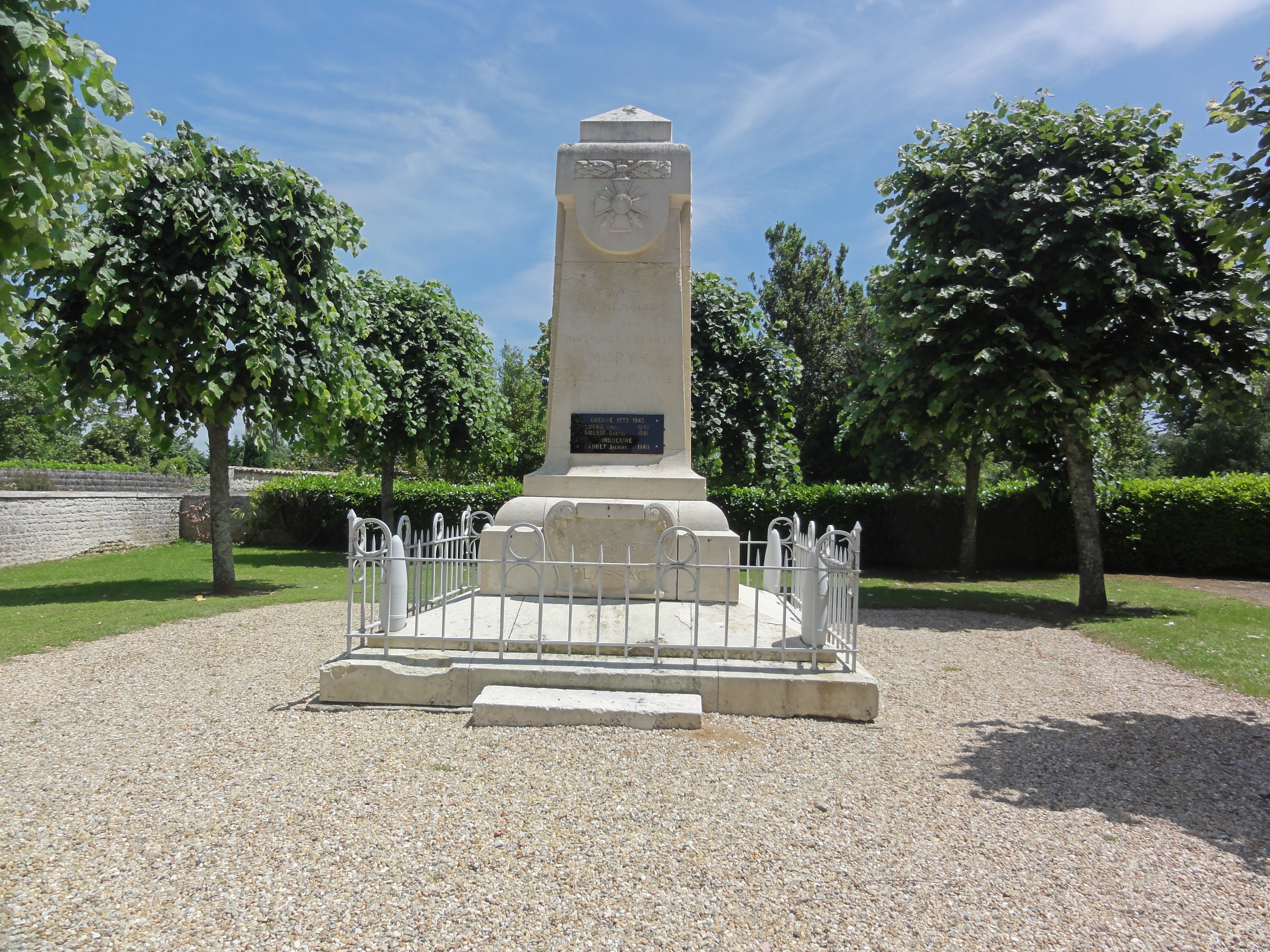
Kriegerdenkmal

## Hinweise und Quellen
1. ↑  François-Alexandre Aubert de La Chesnaye-Desbois: Dictionnaire de la noblesse (Schlesinger, Paris 1870) S. 67 (online)
2. ↑  Johann Heinrich Zedler: Großes vollständiges Universal-Lexicon aller Wissenschaften und Künste, Band 46 (Leipzig und Halle, 1745) Seite 335, 337 (online)
3. ↑  Wilhelm Herbst, Alfred Schulz: Encyklopädie der neueren Geschichte, Band 1 (Gotha 1880) Seite 330 (online)

Agudelle |
Allas-Bocage |
Allas-Champagne |
Archiac |
Arthenac |
Avy |
Bedenac |
Belluire |
Biron |
Bois |
Boisredon |
Boresse-et-Martron |
Boscamnant |
Bougneau |
Bran |
Brie-sous-Archiac |
Brives-sur-Charente |
Bussac-Forêt |
Celles |
Cercoux |
Chadenac |
Chamouillac |
Champagnac |
Champagnolles |
Chartuzac |
Chatenet |
Chaunac |
Chepniers |
Chevanceaux |
Cierzac |
Clam |
Clérac |
Clion |
Consac |
Corignac |
Coulonges |
Courpignac |
Coux |
Échebrune |
Expiremont |
Fléac-sur-Seugne |
Fontaines-d’Ozillac |
Germignac |
Givrezac |
Guitinières |
Jarnac-Champagne |
Jonzac |
Jussas |
La Barde |
La Clotte |
La Genétouze |
Le Fouilloux |
Léoville |
Le Pin |
Lonzac |
Lorignac |
Lussac |
Marignac |
Mazerolles |
Mérignac |
Messac |
Meux |
Mirambeau |
Montendre |
Montguyon |
Montlieu-la-Garde |
Mortiers |
Mosnac |
Neuillac |
Neulles |
Neuvicq |
Nieul-le-Virouil |
Orignolles |
Ozillac |
Pérignac |
Plassac |
Polignac |
Pommiers-Moulons |
Pons |
Pouillac |
Réaux sur Trèfle |
Rouffignac |
Saint-Aigulin |
Saint-Bonnet-sur-Gironde |
Saint-Ciers-Champagne |
Saint-Ciers-du-Taillon |
Saint-Dizant-du-Bois |
Saint-Dizant-du-Gua |
Sainte-Colombe |
Sainte-Lheurine |
Sainte-Ramée |
Saint-Eugène |
Saint-Fort-sur-Gironde |
Saint-Genis-de-Saintonge |
Saint-Georges-Antignac |
Saint-Georges-des-Agoûts |
Saint-Germain-de-Lusignan |
Saint-Germain-de-Vibrac |
Saint-Germain-du-Seudre |
Saint-Grégoire-d’Ardennes |
Saint-Hilaire-du-Bois |
Saint-Léger |
Saint-Maigrin |
Saint-Martial-de-Mirambeau |
Saint-Martial-de-Vitaterne |
Saint-Martial-sur-Né |
Saint-Martin-d’Ary |
Saint-Martin-de-Coux |
Saint-Médard |
Saint-Palais-de-Négrignac |
Saint-Palais-de-Phiolin |
Saint-Pierre-du-Palais |
Saint-Quantin-de-Rançanne |
Saint-Seurin-de-Palenne |
Saint-Sigismond-de-Clermont |
Saint-Simon-de-Bordes |
Saint-Sorlin-de-Conac |
Saint-Thomas-de-Conac |
Salignac-de-Mirambeau |
Salignac-sur-Charente |
Semillac |
Semoussac |
Soubran |
Souméras |
Sousmoulins |
Tugéras-Saint-Maurice |
Vanzac |
Vibrac |
Villexavier